# 長吻馬鸚嘴魚
長吻馬鸚嘴魚為輻鰭魚綱鱸形目隆頭魚亞目鸚哥魚科的其中一種，分布於西印度洋區，包括東非、紅海、模里西斯、馬達加斯加、馬爾地夫、葉門、沙烏地阿拉伯、印度、斯里蘭卡、越南等海域，棲息深度1-25公尺，體長可達75公分，棲息在沿海珊瑚礁區，以藻類為食，可做為食用魚及觀賞魚。